# جوخة البوسعيدية
جوخة بنت محمد بن أحمد بن سعيد البوسعيدية سياسية عمانية ،تعد هي حفيدة الإمام أحمد بن سعيد  المؤسس لأسرة البوسعيد الحاكمة لعُمان قامت بثورة السويق لتحرير أخيها السيد هلال بن محمد،وقامت بالتصدي للهجوم الذي شنه والي صحار حمود بن عزان

## نسبها
جوخة بنت محمد بن أحمد بن سعيد البوسعيدية حفيدة احمد بن سعيد بن أحمد بن محمد بن خلف بن سعيد البوسعيدي مؤسس الدولة البوسعيدية. لم تذكر المصادر عن مكان ولادتها ولكن من الممكن ان تكون ولدت وترعرت في السويق. والدها محمد بن احمد البوسعيدي وُلد في عام 1182هـ/ 1767م، وهو أصغر اخوته، فقد كان والياً على السويق، حيث استلم السلطة بعد وفاة والدة احمد وكان يبلغ من العمر العمر ١٦ عاماً.

## عائلتها
أعمامها: هلال، وسعيد، وقيس، وسيف، وسلطان، وطالب، وعماتها السيدات: موزة وعفراء وميرا. وجدتها لأبيها يعربية وهي ابنة الإمام اليعربي سيف بن سلطان بن سيف (سيف الثاني/ سيف الصغير). وهي ابنة عم السلطان سعيد بن سلطان مؤسس الإمبراطورية العُمانية في التاريخ الحديث، كما أنها ابنة عم عزة بنت سيف بن أحمد البوسعيدية (زوجة السيد سعيد بن سلطان).

## دورها السياسي
الحادثة الأولى في عام 1829م أبدى السلطان سعيد بن سلطان تخوفه من المطامع السياسية من ابن عمه السيد هلال بن محمد وتبِعات ذلك على الأمن الداخلي للبلاد مما دفعه في نهاية الأمر إلى وضعة في السجن قبل مغادرتة إلى شرق أفريقيا. ولقد استطاعت جوخة تحرير أخيها السيد هلال بن محمد من السجن في عام 1830. وذلك من خلال إشعال التمرد وقيامها بثورة السويق وإعلان التمرد في الباطنه بهدف إطلاق سراحه، حيث لاقت تأييد من حمود بن عزان بن قيس، الذي بدورة استولى على صحار ومُدن أُخر إلى حين وصول السلطان سعيد إلى عُمان، فأطلق سراح هلال، وانتهى ذلك بتخليد اسمها.
الحادثة الثانية في عام 1834 كانت جوخة نائبة عن حصن السويق بغياب اخيها حيث استطاعت التصدي للهجوم الذي شنه والي صحار حمود بن عزان، مستفيداً من غياب هلال بن محمد البوسعيدي. حيث وضعت خطةً دفاعية تمثلت في إغلاق منافذ الحصن، ومن ثم اجتمعت بالحراس وبثت فيهم روح العزيمة ليستعينوا بها على صد الهجوم، كما استطاعت تحقيق الاستغلال الأمثل للموجودات الدفاعية(للأسلحة) من خلال توزيعها على الأبراج بآليةٍ تضمن صد الهجوم، ولقد كان لهذا الأسلوب الدفاعي المُحكم الدور الرئيسي في هزيمة حمود بن عزان وتراجعه. ولقد صمدت هي والمرابطين معها أمام الهجوم الذي استمر لثلاث أيام متتاليه أيقن بعدها حمود بعدم قدرته على الاقتحام الأمر الذي أدى في النهاية للانسحاب والعودة إلى صحار.
الحادثة الثالثة في عام 1861، بعد  مقتل والي السويق هلال بن محمد قامت بدور محوري في الدفاع عن حصن السويق بعد تعرضة للهجوم من قِبل آل سعد لأشباع اطماعهم في السيطرة علية. حيث دامت الحرب لمدة ثمانية عشر يوماً، قامت خلالها بنداء الاستغاثة من ابن عمها السلطان ثويني حسب ما أشار إليها أخوها بذلك إلا أنه توانى في نصرتها حيث ساهم ذلك في سيطرة آل سعد على الحصن وسلبه من يدها. الا انها لم تستسلم فقد كانت تصب عليهم العسل والخل الحارين وأوقعت الكثير من القتلى والجرحى. ولكن في نهاية الأمر سقط  الحصن في قبضة عزان بن قيس.

## مما قيل عنها
وصف لوريمر ردة فعل السيدة جوخة إزاء حبس أخيها: “ولم يكد يبحر حتى وصلت جوخة البوسعيدية -شقيقة هلال- هذه الشديدة المراس، فاستولت على السويق وأشعلت التمرد بهدف إطلاق سراح أخيها.
يصف ولستد مكانة السيدة جوخة عند أخيها السيد هلال: “وقد سمعت العديد من الحكايات عن مدى الحب والاحترام والتقدير الذي يكنه سيد هلال لهذه المرأة التي يدين لها بمركزه ومكانته.
تحفظ الذاكرة الشفهية لكبار السن في ولاية السويق قصيدة عن السيدة جوخة مما جاء فيها:
وشكيت يا البيذامة      درجت عليج أمور
حسر الورق بركونه   وحكمن خذوه بالزور
صبري يا بنت محمد   كاد الزمان يدور
شروى يوسف واخوته   نحنا نأدي نذور